# 1897
1897 (MDCCCXCVII) a fost un an obișnuit al calendarului gregorian, care a început într-o zi de vineri.

## Evenimente

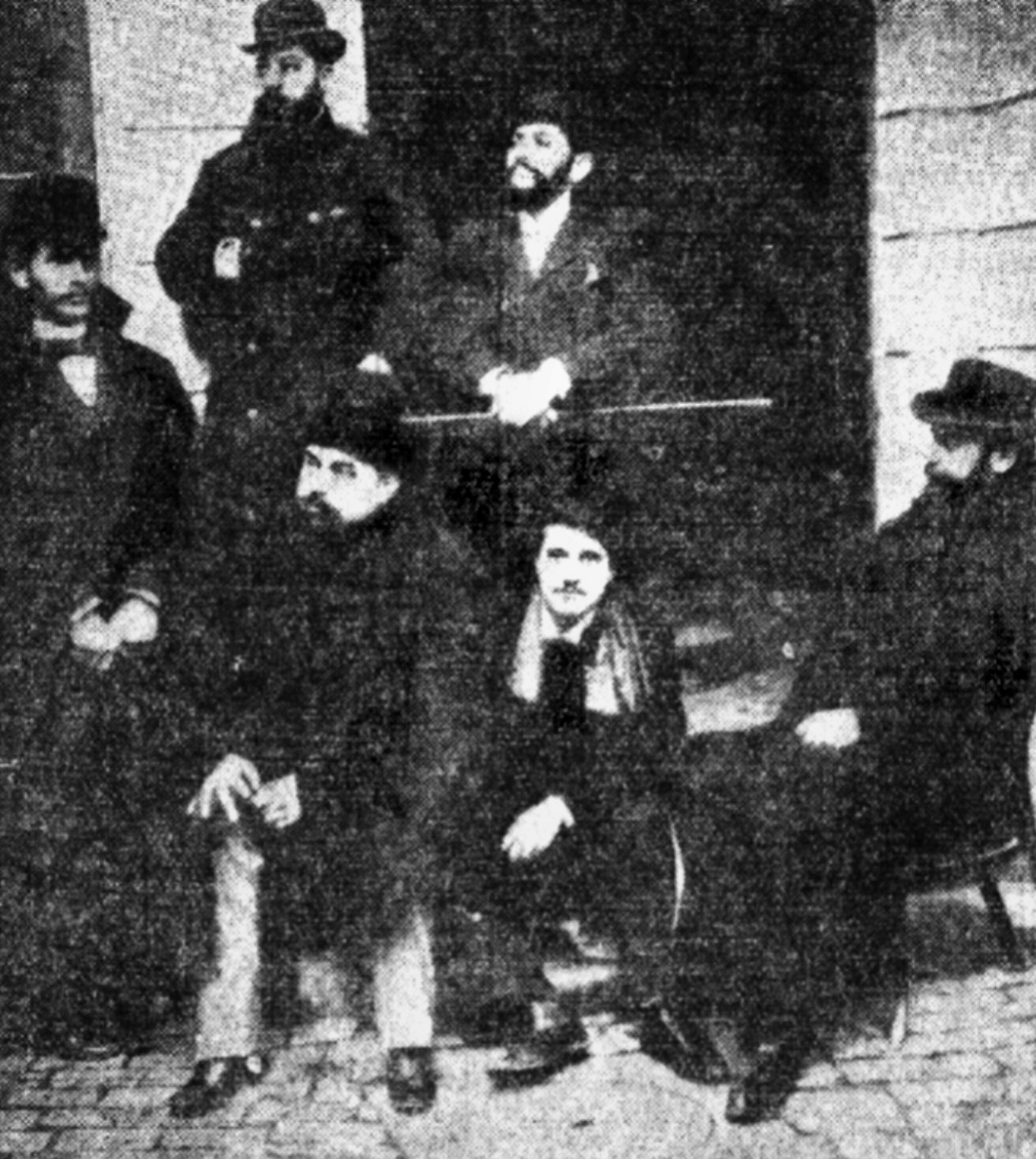
Editori ai ziarului Adevărul în 1897 (de la stânga, sus: Russe Admirescu, Ioan Bacalbașa, C. Bacalbașa; de la stânga, jos: Constantin Mille, V.I. Pella, C. Balaban).

### Martie
- 4 martie: Debutul celui de-al 25-lea președinte american, republicanul William McKinley.
- 31 martie: În România se formează un nou guvern liberal condus de Dimitrie A. Sturdza.

### Mai
- 19 mai: Oscar Wilde este eliberat din închisoare.

### Iunie
- 8 iunie: Se pune piatra de temelie a Palatului CEC din București executat după planurile arhitectului Paul Gottereau.

### August
- 29 august: La Basel, în Elveția, are loc primul congres sionist.

### Septembrie
- 1 septembrie: Deschiderea primului metrou american la Boston.

### Octombrie
- 18 octombrie: Este inaugurat viaductul Caracău, conform convenției de interconectare a rețelelor feroviare austro-ungare cu cele românești.

### Noiembrie
- 25 noiembrie: Ecaterina Gh. Gr. Cantacuzino inființează "Leagănul Sf. Ecaterina", un institut pentru creșterea copiilor săraci, nou-născuți.
- 29 noiembrie: Nicolae Filipescu l-a provocat la duel pe George Em. Lahovary, redactorul ziarului „L'Indépendance Roumaine”, și l-a ucis. Filipescu a fost condamnat la un an de închisoare.

### Decembrie
- 1 decembrie: Spiru Haret deschide prima grădiniță de copii din România.

### Nedatate
- Bristol South End (club de fotbal) își schimbă denumirea în Bristol City FC.
- Franța permite femeilor să studieze la Școala de Arte Frumoase.

## Arte, știință, literatură și filozofie
- 31 ianuarie: Pe scena Teatrului Național din București, cântăreața de operă Elena Teodorini prezintă pentru prima dată în întregime pe o scenă bucureșteană opera „Gioconda”.
- 2 iunie: Mark Twain, răspunde zvonurilor privind moartea sa, spunând în "New York Journal": Știrea despre moartea mea a fost o exagerare.
- 8 iunie: Cinematograful "Lumière" a prezentat primele trei subiecte de actualități românești, filmate la 10 mai 1897, de către operatorul Paul Menu, din inițiativa ziarului "L'Indépendance Roumaine".
- Mihail Sadoveanu a debutat în ziarul umoristic Dracul din București.

## Nașteri
- 1 ianuarie: Ana Aslan, medic român specialist în gerontologie, profesor și om de știință (d. 1988)
- 6 ianuarie: Ionel Teodoreanu, scriitor român (d. 1954)
- 3 ianuarie: Pola Negri, actriță americană de origine poloneză (d. 1987)
- 23 ianuarie: Ion D. Iulian, arhitect și inginer român (d. 1968)
- 20 februarie: Ivan Albright, pictor american (d. 1983)
- 27 februarie: Marian Anderson, cântăreață americană de operă (d. 1993)
- 17 aprilie: Harald Sæverud, compozitor norvegian (d. 1992)
- 25 aprilie: Mary a Marii Britanii, fiica regelui George al V-lea al Regatului Unit (d. 1965)
- 6 mai: Karl Kurt Klein, teolog, filosof, scriitor de limba germană din România (d. 1971)
- 18 mai: Frank Capra, regizor american de film de origine italiană (d. 1991)
- 21 mai: Smaranda Brăescu, sportivă (parașutism) și aviatoare română (d. 1948)
- 29 mai: Erich Wolfgang Korngold, compozitor austriac de muzică clasică și de film (d. 1957)
- 20 iunie: Paisie Olaru, călugăr ortodox român, canonizat ca sfânt (d. 1990)
- 23 iunie: Alexandru Giugaru, actor român (d. 1986)
- 4 iulie: Costică Acsinte, fotograf român (d. 1984)
- 18 august: Alexandru Cișman, fizician român, membru corespondent al Academiei Române (d. 1967)
- 25 septembrie: William Faulkner, scriitor american, laureat al Premiului Nobel (d. 1962)
- 26 septembrie: Papa Paul al VI-lea (n. Giovanni Battista Enrico Antonio Maria Montini), (d. 1978)
- 2 octombrie: Miluță Gheorghiu (n. Mihail Miluță Gheorghiu), actor român de teatru (d. 1971)
- 3 octombrie: Louis Aragon (n. Louis-Marie Andrieux), poet și scriitor francez (d. 1982)
- 16 octombrie: Alexandru Proca, fizician român (d. 1955)
- 19 octombrie: Jacques Byck, lingvist și filolog român de etnie evreiască (d. 1964)
- 29 octombrie: Joseph Goebbels, politician german și Ministrul Propagandei Publice în timpul regimului nazist (1933-1945), (d. 1945)
- 27 decembrie: Tudor Vianu, critic literar român (d. 1964)

## Decese
- 17 ianuarie: Pavel Zăgănescu, 82 ani, comandant al detașamentului de pompieri la cazarma de pe Dealul Spirii din București (n. 1815)
- 15 februarie: Dimitrie Ghica, 81 ani, fiul domnului Țării Românești, Grigore Dimitrie Ghica, prim-ministru (1868-1870), (n. 1816)
- 3 aprilie: Johannes Brahms, 63 ani, compozitor romantic german (n. 1833)
- 7 mai: Ion Ghica, 80 ani, diplomat, matematician român, prim-ministru (1866-1867 și 1870-1871), (n. 1816)
- 12 septembrie: Theodor Buiucliu, 60 ani, pictor pesagist (n. 1837)
- 27 septembrie: Alexandru Roman, 70 ani, publicist, membru fondator al Academiei Române (n. 1826)
- 27 octombrie: Mary Adelaide de Cambridge (n. Mary Adelaide Wilhelmina Elizabeth), 63 ani, mama reginei Mary a Regatului Unit (n. 1833)
- 14 noiembrie: Giuseppina Strepponi (n. Clela Maria Josepha Strepponi), 82 ani, soprană italiană (n. 1815)
- 16 decembrie: Alphonse Daudet (n. Louis Marie Alphonse Daudet), 57 ani, scriitor francez (n. 1840)